# Volker Watzka
Volker Watzka (* 8. Mai 1938 in Boreslau, Tschechoslowakei; † 5. Februar 2025) war ein deutscher Verwaltungsjurist, Politiker und Landrat des Landkreises Emmendingen.

## Leben
Watzka flüchtete während des Zweiten Weltkrieges mit seinen Eltern aus dem Sudetenland und besuchte die Volksschule sowie das Dietrich-Bonhoeffer-Gymnasium Wertheim. 1957 legte er in Baden-Baden das Abitur ab. Anschließend studierte er Staats- und Rechtswissenschaften und wurde an der Universität Freiburg mit einer Dissertation zum Thema Die Zumutbarkeit normgemäßen Verhaltens im strafrechtlichen Notstand zum Dr. jur. promoviert.

## Berufslaufbahn
1968 kam Watzka zum damaligen Landkreis Hochschwarzwald und wurde dort 1971 zum Ersten Landesbeamten ernannt. Nachdem dieser Landkreis 1973 in den Landkreisen Breisgau-Hochschwarzwald und Waldshut aufgegangen war, kam Watzka als Erster Landesbeamter in den Landkreis Emmendingen. 1983 wurde er vom Kreistag des Landkreises Emmendingen als Nachfolger von Lothar Mayer zum Landrat gewählt. Er hatte dieses Amt bis zu seiner Pensionierung im Jahre 2003 inne.

## Persönliches
Watzka wohnte mit seiner Familie in Emmendingen.
Im Februar 2025 starb Volker Watzka über drei Monate vor seinem 87. Geburtstag.

## Schriften
- Die Zumutbarkeit normgemäßen Verhaltens im strafrechtlichen Notstand. VerlagRota-Druck 1967. 173 Seiten

## Quelle
- Wochenzeitung Emmendinger Tor. 8. Mai 2013; Ausgabe 19, Seite 4.